# Friedrich Akel
Friedrich Karl Akel (Halliste, 5 settembre 1871 – Tallinn, 3 luglio 1941) è stato un politico, fisico e diplomatico estone.
È stato rappresentante per l'Estonia nel Comitato Olimpico Internazionale e il quinto Anziano Capo di Stato dell'Estonia, nel 1924.

## Biografia
Akel nacque precisamente a Kaubi, (ora villaggio Pornuse, Halliste, nella Contea di Viljandi). In quegli anni l'Estonia si trovava ancora sotto il dominio dell'Impero russo. Frequentò il Ginnasio Alexander a Tartu, e studiò nel dipartimento di medicina dell'Università di Tartu tra il 1892 ed il 1897.
Fu un assistente nella clinica dell'università di Tartu, fu medico presso la clinica di oftalmologia "Reimers" a Riga e tra il 1899 e il 1901 prestò servizio come medico nell'ospedale "Ujazdov" di Varsavia.
Nel 1901 proseguì gli studi a Berlino, Praga e Lipsia. Akel lavorò anche come oftalmologo a Tallinn. Nel 1904-1905 operò come fisico durante la guerra russo-giapponese. Prese parte come membro e presidente anche nel consiglio comunale di Tallinn, e fu giudice di pace onorario nel tribunale di pace di Tallinn-Haapsalu.

### Carriera
Akel fu membro del Comitato dei fisici dell'Unione Nordica Baltica, e della Società dell'Educazione Popolare di Tallinn, presidente della società sportiva Kalev, del comitato di costruzione del teatro dell'Opera estone a Tallinn, membro e presidente del successivo comitato teatrale, e fece parte del Comitato della Società di Prestito e Risparmio di Tallinn, che successivamente divenne la Krediitpank (Credit Bank), tra il 1920 e il 1922, vicepresidente del concistoro della Chiesa Luterana d'Estonia, e tra il 1927 e il 1932 fu rappresentante dell'Estonia al Comitato Olimpico Internazionale.
Akel fu Anziano Capo di Stato dell'Estonia tra marzo e dicembre del 1924 e fu ben tre volte Ministro degli Affari Esteri estone.
Diplomatico presso le ambasciate estoni in Finlandia, Svezia e Germania.
Tra il 1923 e il 1929 Akel fu membro del Riigikogu, e nel 1938 - 1940 fu un membro del Riiginõukogu (la seconda Camera del Parlamento estone).

### La prigionia e la morte
Nell'ottobre del 1940 Akel venne imprigionato dal NKVD. Fu fucilato a Tallinn dagli occupanti sovietici il 3 luglio 1941.
Sua moglie Adele Karoline Tanz fu deportata nei campi di sterminio in Siberia nel giugno del 1941 e morì nel 1944.

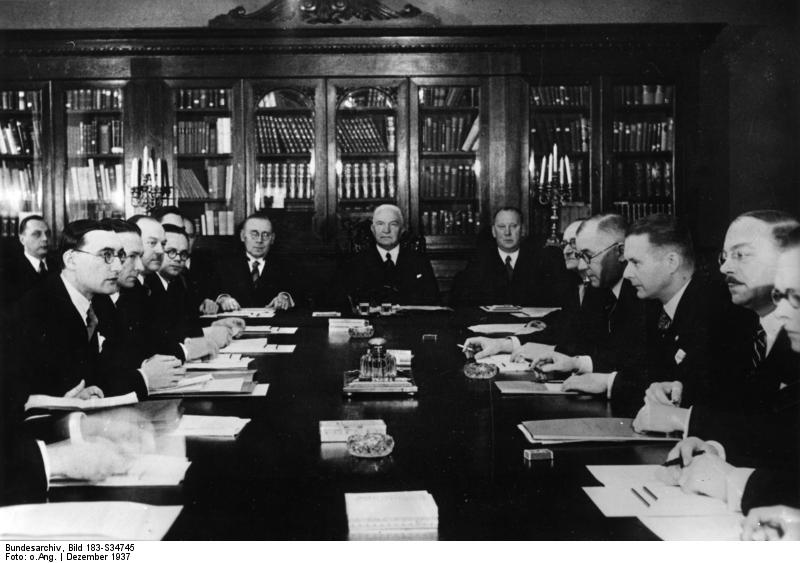
Friedrich Karl Akel all'incontro con gli altri Ministri degli Esteri delle Repubbliche baltiche. (1937)